# Mille-feuille

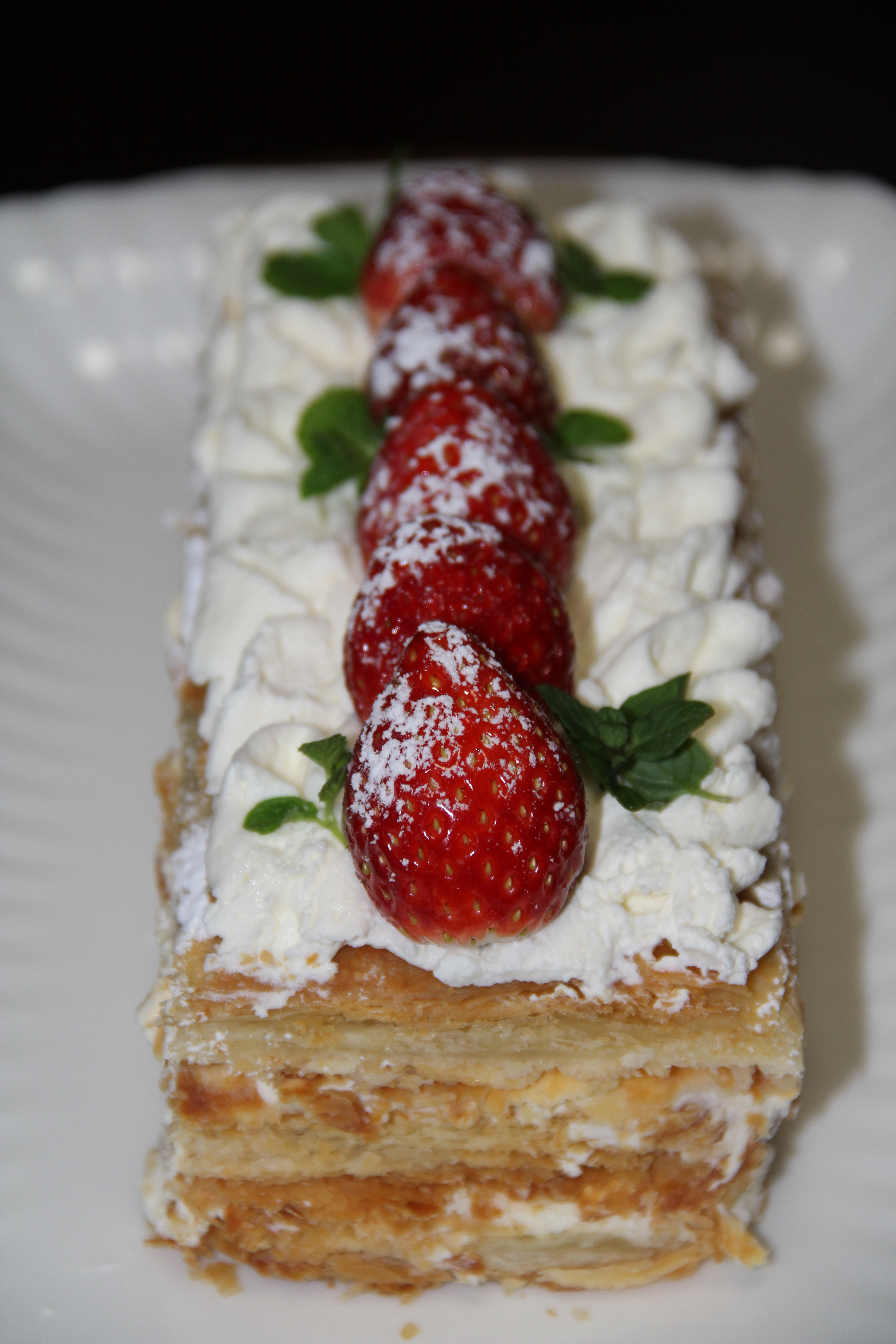
Mille-feuille mit Erdbeeren

Mille-feuille (auch: Millefeuille) ist ein französischer Kuchen aus geschichtetem Blätterteig, der verschiedenartig gefüllt ist. Die Füllungen sind entweder aus Marmelade, aus Schlagsahne (die aromatisiert sein kann) oder aus einer Creme mit Beeren. Die Oberseite wird mit Puderzucker, Fondantzucker, Zuckerguss, royal icing (Eiweißglasur) oder Schlagsahne überzogen. Der Name bedeutet auf Französisch wörtlich Tausendblatt, von den vielen Blättchen des Blätterteigs.
François-Pierre de La Varennes Kochbücher aus dem 17. Jahrhundert überliefern die frühesten schriftlichen Erwähnungen. Ein Kuchen namens Mille feuilles à la royale soll zu den Desserts des Antonin Carême gehört haben, der das Rezept für dieses Gebäck wohl perfektioniert haben muss. Jules Gouffé  ergänzte das Rezept der einfachen Millefeuille zu „millefeuille glacé à l’italienne“ und „millefeuille en biscuit dit à la royale“. Zu Beginn des 20. Jahrhunderts bestand ein Rezept für Mille-feuille aus überlagerten sechs oder acht Blätterteigplatten, jede Lage unterschiedlich bestrichen: die erste Lage mit Himbeergelee, dann Aprikosenmarmelade, Marmelade aus Kirschen für die dritte, und so weiter, mit der letzten Scheibe bedeckt und diese mit Puderzucker bestreut.
Die École Le Cordon Bleu hat eine Schokoladen-Variante des Millefeuille vorgestellt.

## Ähnliche Gerichte
Ähnliche (und möglicherweise abgeleitete) Gerichte sind die südosteuropäische Cremeschnitte, das niederländische Tompouce sowie die russische Napoleonschnitte oder -torte.